# Buschwiller
Buschwiller (en allemand Buschweiler, en alsacien Büschwill) est une commune française de la banlieue de Bâle située dans la circonscription administrative du Haut-Rhin et, depuis le 1er janvier 2021, dans le territoire de la Collectivité européenne d'Alsace, en région Grand Est.
Cette commune se trouve dans la région historique et culturelle d'Alsace.
Ses habitants sont appelés les Buschwillerois et les Buschwilleroises.

## Géographie

### Localisation
Elle est commune voisine de Hégenheim, Hésingue et Wentzwiller.
| Attenschwiller | Hésingue         | Hégenheim             |
| Wentzwiller    | Buschwiller      | Allschwil ( Suisse)   |
|                | Hagenthal-le-Bas | Schönenbuch ( Suisse) |

### Hydrographie

#### Réseau hydrographique
La commune est dans le bassin versant du Rhin au sein du bassin Rhin-Meuse. Elle est drainée par le ruisseau l'Altenbach,.
L'Altenbach, d'une longueur de 13 km, prend sa source dans la commune de Folgensbourg et se jette  dans l'Augraben à Saint-Louis, après avoir traversé six communes. 

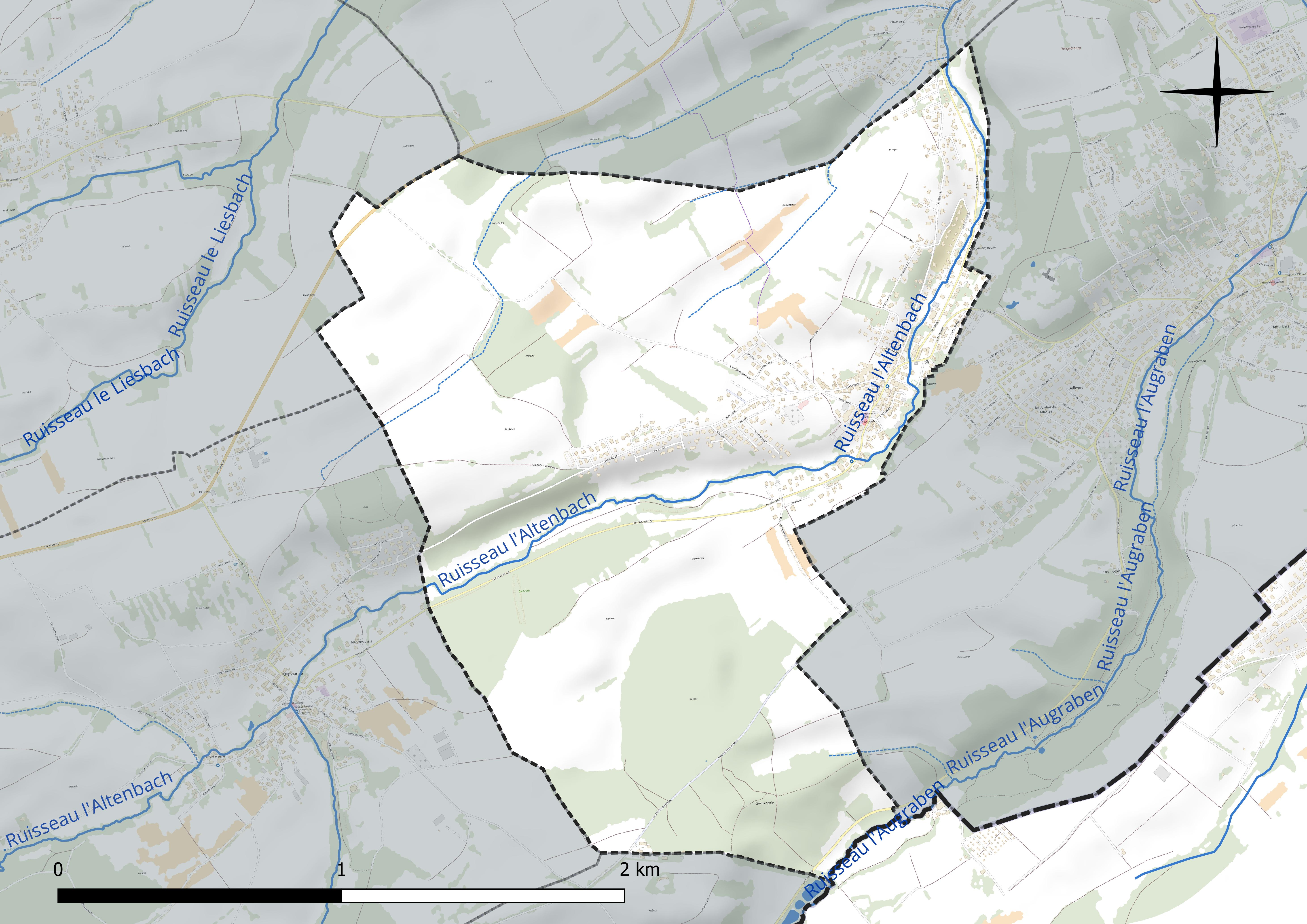
Réseau hydrographique de Buschwiller.

#### Gestion et qualité des eaux
Le territoire communal est couvert par le schéma d'aménagement et de gestion des eaux (SAGE) « Ill Nappe Rhin ». Ce document de planification concerne la nappe phréatique rhénane, les cours d'eau de la plaine d'Alsace et du piémont oriental du Sundgau, les canaux situés entre l'Ill et le Rhin et les zones humides de la plaine d'Alsace. Le périmètre s’étend sur 3 596 km2. Il a été approuvé le 17 janvier 2005. La structure porteuse de l'élaboration et de la mise en œuvre est la région Grand Est. 
La qualité des cours d’eau peut être consultée sur un site dédié géré par les agences de l’eau et l’Agence française pour la biodiversité. 

### Climat
Pour des articles plus généraux, voir Climat du Grand Est et Climat du Haut-Rhin.
En 2010, le climat de la commune est de type climat océanique altéré, selon une étude du Centre national de la recherche scientifique s'appuyant sur une série de données couvrant la période 1971-2000. En 2020, Météo-France publie une typologie des climats de la France métropolitaine dans laquelle la commune est dans une zone de transition entre le climat semi-continental et le climat de montagne et est dans la région climatique  Alsace, caractérisée par une pluviométrie faible, particulièrement en automne et en hiver, un été chaud et bien ensoleillé, une humidité de l’air basse au printemps et en été, des vents faibles et des brouillards fréquents en automne (25 à 30 jours). 
Pour la période 1971-2000, la température annuelle moyenne est de 9,8 °C, avec une amplitude thermique annuelle de 17,6 °C. Le cumul annuel moyen de précipitations est de 695 mm, avec 8,3 jours de précipitations en janvier et 9,6 jours en juillet. Pour la période 1991-2020, la température moyenne annuelle observée sur la station météorologique de Météo-France la plus proche, « Bâle-Mulhouse », sur la commune de Saint-Louis à 5 km à vol d'oiseau, est de 11,1 °C et le cumul annuel moyen de précipitations est de 764,3 mm. 
La température maximale relevée sur cette station est de 39,1 °C, atteinte le 13 août 2003 ; la température minimale est de −23,5 °C, atteinte le 6 janvier 1985,,. 
Les paramètres climatiques de la commune ont été estimés pour le milieu du siècle (2041-2070) selon différents scénarios d'émission de gaz à effet de serre à partir des nouvelles projections climatiques de référence DRIAS-2020. Ils sont consultables sur un site dédié publié par Météo-France en novembre 2022.

## Urbanisme

### Typologie
Au 1er janvier 2024, Buschwiller est catégorisée ceinture urbaine, selon la nouvelle grille communale de densité à sept niveaux définie par l'Insee en 2022.
Elle appartient à l'unité urbaine de Bâle (SUI)-Saint-Louis (partie française), une agglomération internationale regroupant six  communes, dont elle est une commune de la banlieue,,. Par ailleurs la commune fait partie de l'aire d'attraction de Bâle - Saint-Louis (partie française), dont elle est une commune de la couronne,. Cette aire, qui regroupe 94 communes, est catégorisée dans les aires de 200 000 à moins de 700 000 habitants,.

### Occupation des sols
L'occupation des sols de la commune, telle qu'elle ressort de la base de données européenne d’occupation biophysique des sols Corine Land Cover (CLC), est marquée par l'importance des territoires agricoles (61 % en 2018), en diminution par rapport à 1990 (65,9 %). La répartition détaillée en 2018 est la suivante : 
zones agricoles hétérogènes (47,1 %), forêts (25,6 %), terres arables (13,9 %), zones urbanisées (13,4 %). L'évolution de l’occupation des sols de la commune et de ses infrastructures peut être observée sur les différentes représentations cartographiques du territoire : la carte de Cassini (XVIIIe siècle), la carte d'état-major (1820-1866) et les cartes ou photos aériennes de l'IGN pour la période actuelle (1950 à aujourd'hui).

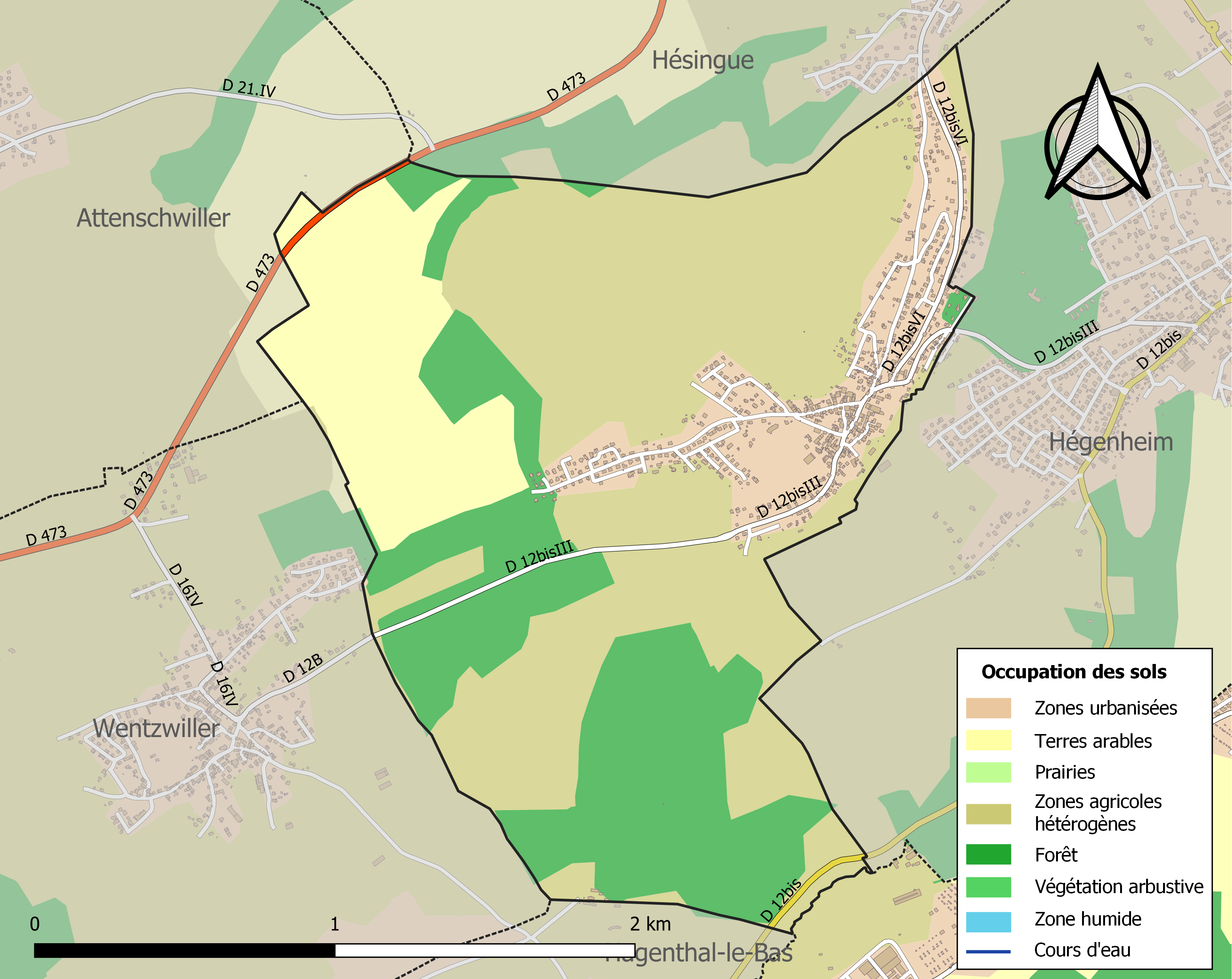
Carte des infrastructures et de l'occupation des sols de la commune en 2018 (CLC).

## Toponymie
Le nom de la localité est attesté sous les formes Bustwilre en 1096, Buste wilre en 1144, Buswilr en 1262, Buhswiler en 1275, Buchswilr en 1307, Buschxiler en 1334, Buswilr en 1341.
Dans les deux premières formes nous retrouvons le radical bus, issu du latin buxus muni 
du suffixe -t, on peut penser que bust dérive du nom collectif latin buxetum, « lieu planté de buis ». Buschwiller est donc le « hameau planté de buis ».

## Histoire
Buschwiller est une petite commune rurale à l’origine assez lointaine puisque l'on y a retrouvé des vestiges d’une voie romaine qui la reliait à la ville suisse actuelle de Augst (en latin Augusta Raurica).
Le nom provient de l’allemand « busch » qui signifie buisson et de « willer » villa. Les premières armoiries connues datent de la fin du XVIIe siècle.
On retrouve les premières traces de la commune en 1096 sous le nom de « Bustwilre ». 
Buschwiller a longtemps appartenu au comté de Ferrette.
Au XVIIIe siècle, le village compte une importante communauté juive (201 membres en 1784). La synagogue qui fut construite a disparu à la fin du XIXe siècle. Et pour la communauté chrétienne, une église datant de 1762 s’élevait en bordure de la rue principale. Cette dernière a été remplacée en 1933 par un édifice beaucoup plus vaste, construit sur une colline à la limite de l’agglomération de l’époque.
Lors du déclenchement de la Seconde Guerre mondiale, une grande partie de la population fut évacuée (comme pour toutes les autres communes de la région) dans les Landes, et plus précisément dans la commune de Samadet avec laquelle aujourd’hui encore de forts liens existent.

## Politique et administration

### Découpage territorial
La commune de Buschwiller est membre de l'intercommunalité Saint-Louis Agglomération, un établissement public de coopération intercommunale (EPCI) à fiscalité propre créé le 9 juin 2016 dont le siège est à Saint-Louis. Ce dernier est par ailleurs membre d'autres groupements intercommunaux.
Sur le plan administratif, elle est rattachée à l'arrondissement de Mulhouse, à la circonscription administrative de l'État du Haut-Rhin, en tant que circonscription administrative de l'État, et à la région Grand Est. 
Sur le plan électoral, elle dépendait jusqu'en 2020 du  canton de Saint-Louis pour l'élection des conseillers départementaux au sein du conseil départemental du Haut-Rhin. Depuis le 1er janvier 2021, elle dépend du même canton pour l'élection des conseillers d'Alsace au sein de la collectivité européenne d'Alsace.

### Chronologie des maires
| Période                                  | Période                   | Identité                                         | Étiquette | Qualité |
| ---------------------------------------- | ------------------------- | ------------------------------------------------ | --------- | ------- |
| mars 2001                                | 2008                      | Alain Schweitzer                                 | PS        |         |
| mars 2008                                | En cours (au 31 mai 2020) | Christèle Willer Réélue pour le mandat 2020-2026 | UMP-LR    |         |
| Les données manquantes sont à compléter. |                           |                                                  |           |         |

## Population et société

### Démographie
L'évolution du nombre d'habitants est connue à travers les recensements de la population effectués dans la commune depuis 1793. Pour les communes de moins de 10 000 habitants, une enquête de recensement portant sur toute la population est réalisée tous les cinq ans, les populations de référence des années intermédiaires étant quant à elles estimées par interpolation ou extrapolation. Pour la commune, le premier recensement exhaustif entrant dans le cadre du nouveau dispositif a été réalisé en 2007.

En 2022, la commune comptait 1 053 habitants, en évolution de +2,33 % par rapport à 2016 (Haut-Rhin : +0,66 %, France hors Mayotte : +2,11 %).
| 1793 | 1800 | 1806 | 1821 | 1831 | 1836 | 1841 | 1846 | 1851 |
| ---- | ---- | ---- | ---- | ---- | ---- | ---- | ---- | ---- |
| 676  | 574  | 696  | 690  | 652  | 623  | 617  | 606  | 638  |

| 1856 | 1861 | 1866 | 1871 | 1875 | 1880 | 1885 | 1890 | 1895 |
| ---- | ---- | ---- | ---- | ---- | ---- | ---- | ---- | ---- |
| 611  | 655  | 700  | 687  | 626  | 651  | 602  | 671  | 672  |

| 1900 | 1905 | 1910 | 1921 | 1926 | 1931 | 1936 | 1946 | 1954 |
| ---- | ---- | ---- | ---- | ---- | ---- | ---- | ---- | ---- |
| 715  | 679  | 640  | 588  | 607  | 618  | 629  | 546  | 606  |

| 1962 | 1968 | 1975 | 1982 | 1990 | 1999 | 2006 | 2007 | 2012  |
| ---- | ---- | ---- | ---- | ---- | ---- | ---- | ---- | ----- |
| 559  | 607  | 762  | 759  | 767  | 883  | 942  | 950  | 1 005 |

| 2017  | 2022  | - | - | - | - | - | - | - |
| ----- | ----- | - | - | - | - | - | - | - |
| 1 040 | 1 053 | - | - | - | - | - | - | - |

## Culture locale et patrimoine

### Lieux et monuments

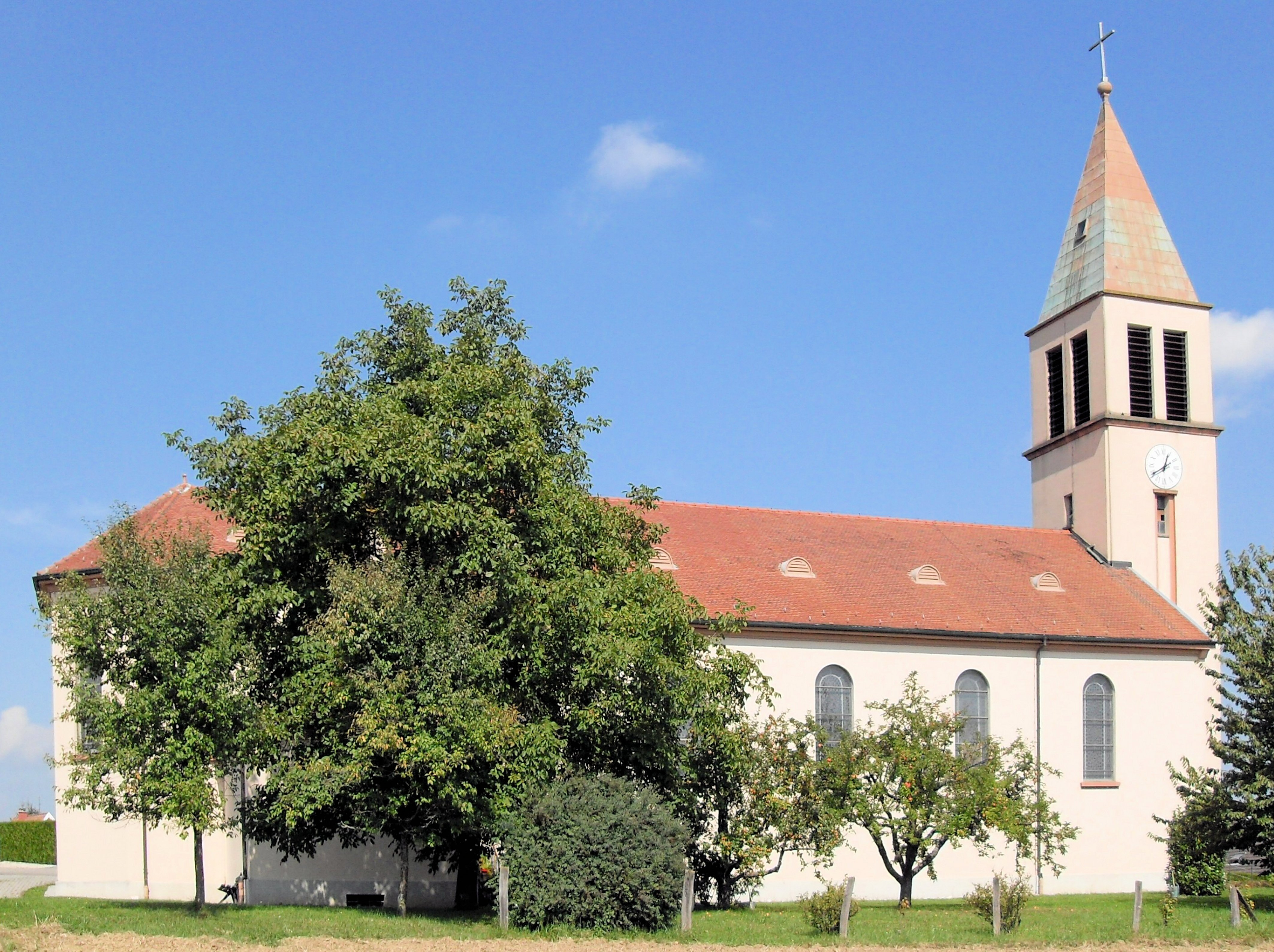
L'église Saint-Martin.

- Église paroissiale Saint-Martin[27] et ses orgues[28].
- Synagogue[29].

### Héraldique
| Blason de Buschwiller | Les armes de Buschwiller se blasonnent ainsi : « D'azur à la colombe d'argent sur un coupeau isolé d'or accompagné en chef de deux molettes d'argent. » |

Les armoiries de la ville lui ont été attribuées dès la fin du XVIIe siècle.